# Francesc Aguiló i Pons
Francesc Aguiló i Pons (Campanet, 1955) fou batle pel Partit Socialista de Mallorca-Entesa (PSM) de la població mallorquina de Campanet durant cinc legislatures, de 1987 a 2007. El 2009 fou elegit president de la Mancomunitat des Raiguer amb l'oposició del Partit Socialista Obrer Espanyol (PSOE). Encapçalà per primera vegada la candidatura del Partit Socialista de Mallorca el 1987, en les quals aconseguí tres dels onze regidors del consistori. Mitjançant diversos pactes va mantenir la batllia fins al 1999, any en què aconseguí una àmplia majoria absoluta, reeditada el 2003. L'any 2007 decidí no tornar-se a presentar a la batllia. La candidatura del PSM fou encapçalada per Francesc Morell Bibiloni.